# Локални избори за одборнике општина и градова у Србији 1996.
Локални избори за одборнике општина и градова у Србији 1996. године су одржани у два круга 3. и 17. новембра 1996. године, истовремено са покрајинским изборима у Војводини 1996. године. Први дан гласања се такође поклопио са савезним парламентарним изборима 1996. и црногорским парламентарним изборима 1996. године. Ово је био трећи локални изборни циклус одржан док је Србија била конститутивни члан Савезне Републике Југославије и последњи пут да је Србија надгледала локалне изборе на читавој територији покрајине Косова и Метохије, све до своје контроверзне одлуке о одржавању избора 2008. године.
Делегати у градским и општинским скупштинама бирани су по изборним јединицама. Ако ниједан кандидат није обезбедио већину у првом кругу гласања, прва два кандидата су учествовала у другом кругу гласања у другом кругу.

## Кампања и последице
Избори су одржани у време ауторитарне владавине Слободана Милошевића као председника Србије. У већини великих изборних јединица, Милошевићева Социјалистичка партија Србије (СПС) наступала је у савезу са Југословенском левицом (ЈУЛ) и Новом демократијом (НД).
Главна опозициона групација био је савез Заједно, који су у септембру 1996. године формирали Демократска странка (ДС), Српски покрет обнове (СПО) и Грађански савез Србије (ГСС). Демократска странка Србије (ДСС) је учествовала у савезу Заједно у неким градовима, укључујући Крагујевац, Панчево, Смедерево и Чачак, а сама наступила  за друге области, попут Београда. Крајње прорежимска Српска радикална странка (СРС) сама је изашла на изборе, усмеравајући своје нападе  на коалицију Заједно и спорадично на Милошевића.
Резултате избора обележиле су вишенедељне контроверзе. Коалиција Заједно је тврдила да је победила у неколико великих градова, али у већини случајева СПС није прихватао пораз, а локалне изборне комисије (које су често контролисали Милошевићеви чланови) одбијале су да овере победе опозиције. У Београду је изборна комисија поништила резултате у тридесет три изборне јединице у којима је победила Заједно и расписала трећи круг гласања за 27. новембар. Странке Заједно су бојкотовале трећи круг, оптужујући за злоупотребу процеса. Ови догађаји су довели до протеста у Србији 1996–1997, у којима су студентске и опозиционе групе одржале серију ненасилних уличних скупова против Милошевићевог режима и покушаја изборне крађе.
Милошевић и његови савезници одржали су контрамитинг у Београду 24. децембра 1996. који је окупио око 60.000учесника (од којих су многи доведени из руралних подручја) против 300.000 опозиционих демонстраната. Три дана касније, делегација Организације за европску безбедност и сарадњу (ОЕБС) донела је одлуку да призна резултате 2. круга у којима је победила коалиција Заједно на неколико спорних избора, укључујући Београд, Ниш, Панчево и Зрењанин. Влада Србије је почела да ублажава свој став, прихватајући победу опозиције у Нишу 8. јануара 1997. године. Београдска изборна комисија саопштила је 17. јануара да је Заједно победило на изборима. Влада је првобитно одбила да прихвати ову одлуку, али је 13. фебруара (после напада полиције на опозиционе демонстранте који су били осуђени на међународном нивоу) СкупштинаРепублике Србије усвојила лекс специалис који је потврдио скоро све победе које је остварила коалиција Заједно. Протести су после овог времена утихнули, а власт у Београду и неколико других градова преузела је коалиција Заједно.
Странке у коалицији Заједно нису биле јединствене на републичком нивоу, а коалиција се у Београду распала пре истека године. У неким градовиима, укључујући Нови Сад, странке Заједно су успеле да одрже савез до следећег циклуса локалних избора 2000. године.

## Београд
Избори су одржани на нивоу града иу свим београдским општинама. Савез Заједно однео је већинску победу у граду, као и контролу над већином скупштина општина. Социјалисти су остварили мањи број победа, углавном у приградским насељима, док су радикали освојили Земун.